# 本当と嘘とテキーラ
山田太一ドラマスペシャル・本当と嘘とテキーラ（やまだたいちドラマスペシャル・ほんとうとうそとテキーラ）は、テレビ東京系列で、2008年5月28日の21:00～23:18（JST）に放送されたテレビドラマの特別番組である（視聴率8.3%）。

## 概要
過去同局で放送された、『せつない春』（1995年）、『奈良へ行くまで』（1998年）、『小さな駅で降りる』（2000年）、『香港明星迷』（2002年）に続く、山田太一脚本による第5作目の作品。5本すべてを、松原信吾が監督している。
平成20年日本民間放送連盟賞最優秀賞受賞記念、および平成20年度（第63回）文化庁芸術祭参加作品として、2008年11月12日の21:00 - 23:18に再放送された（視聴率4.4%）。芸術祭では優秀賞（テレビ部門・ドラマの部）を受賞した。
チャンネル銀河で2015年11月1日に、日本映画専門チャンネルで2017年9月19日に、放送された。

## 物語の概略
妻に先立たれた危機管理コンサルタントが主人公。企業の不祥事や、娘の同級生の自殺を中心とし、本当・真実を言うことの勇気や大切さ、家族の絆を描いた内容となっている。

## 出演
- 尾崎章次：佐藤浩市
- 川本佳代：樋口可南子
- 尾崎朝美：夏未エレナ
- 川本里花：寉岡萌希
- 大沢先生：戸田菜穂
- 川本克也：益岡徹
- 安藤教頭：塩見三省
- 高野元洋：柄本明
- 国松重治：山﨑努

- 六平直政
- 鶴田忍
- きたろう
- 大島蓉子
- 立石凉子
- 梅垣義明
- 小野真弓
- 内田淳子
- 多岐川華子
- 松井範雄
- 小松愛梨
- 細越みちこ

ほか

## スタッフ
- 脚本:山田太一
- 監督:松原信吾
- 音楽:横田年昭
- 技斗：深作覚
- 技術協力：テクノマックス
- 美術協力：テレビ東京アート
- スタジオ：テレビ東京天王洲スタジオ、東京メディアシティTMC-1
- プロデュース：橋本かおり、小川治、高倉三郎
- チーフプロデューサー：佐々木彰
- 製作著作:テレビ東京

## 遅れネット局
- TSK山陰中央テレビジョン放送 - 2008年8月17日日曜日12:00～14:25（予定）